# Бур л'Евек
Бур л'Евек (фр. Bourg-l'Evêque) насеље је и општина у западној Француској у региону Лоара, у департману Мен и Лоара која припада префектури Сегре.
По подацима из 2011. године у општини је живело 219 становника, а густина насељености је износила 41,4 становника/km². Општина се простире на површини од 5,29 km². Налази се на средњој надморској висини од 111 метар (максималној 103 m, а минималној 54 m).

## Демографија
| 1962. | 1968. | 1975. | 1982. | 1990. | 1999. | 2011. |
| ----- | ----- | ----- | ----- | ----- | ----- | ----- |
| 285   | 319   | 255   | 207   | 198   | 214   | 219   |

График промене броја становника у току последњих година